# جوزيف لوبي
جوزيف لوبي (بالفرنسية: Joseph Lopy)‏ (15 مارس 1992 بزيغينشور في السنغال - ) هو لاعب كرة قدم سنغالي في مركز الوسط. شارك مع منتخب السنغال تحت 23 سنة لكرة القدم. أما مع النوادي، فقد لعب مع نادي بولون ونادي سوشو.

## روابط خارجية
- جوزيف لوبي على موقع رابطة كرة القدم الفرنسية للمحترفين (الإنجليزية)
- جوزيف لوبي على موقع قاعدة بيانات كرة القدم.إي يو (الإنجليزية)
- جوزيف لوبي على موقع Soccerway.com (الإنجليزية)
- جوزيف لوبي على موقع عالم كرة القدم.نت (الإنجليزية)
- جوزيف لوبي على موقع AS.com (الإسبانية)